# Xerraire dorsicastany
El xerraire dorsicastany (Pterorhinus nuchalis) és un ocell de la família dels leiotríquids (Leiothrichidae).

## Hàbitat i distribució
Habita densa vegetació secundària, sotabosc dels turons de l'Himàlaia, al nord-est de l'Índia des d'Arunachal Pradesh cap al sud fins l'est de Manipur i Nagaland i nord de Myanmar.